# Tagestank
Als Tagestank werden umgangssprachlich die Tanks an Bord eines Schiffes bezeichnet, in denen der aufbereitete und gereinigte Kraftstoff in für den Tagesverbrauch ausreichender Menge den Verbrauchern zur Verfügung gestellt wird.

## Technik
Zu diesen Verbrauchern können zum Beispiel die Hauptmotoren (Hauptmaschinen), Turbinen und andere Verbrennungskraftmaschinen (z. B. Diesel- oder Benzinmotoren) gehören. Sie wandeln mechanische Energie in elektrische Energie um und bilden hierbei mit Generatoren eine Einheit. Zur Dimensionierung werden acht Stunden Volllastbetrieb pro Tank angenommen. Man unterscheidet zwischen Tanks für Schweröl und Tanks für Dieselkraftstoff. Tagestanks für dickflüssige Kraftstoffe, wie Schweröl, sind beheizbar. Die Tagestanks erhalten in der Regel eine solche Lage im Schiff, dass der Kraftstoff den Verbrauchern durch eigenes Gefälle zufließt.

## Netzersatzanlagen
Größere Notstromanlagen (NEA) verfügen meist ebenfalls über einen Tagestank. Der Tagestank wird entweder händisch oder automatisch mithilfe von Pumpen aus den Lagertanks nachgespeist. In den Tagestank fließt auch der zu viel geförderte Kraftstoff (Diesel oder schwefelarmes Heizöl)  zurück.